# باقسيم (ساة)

تعديل مصدري - تعديل

باقسيم هي إحدى قرى عزلة ساه بمديرية ساة التابعة لمحافظة حضرموت، بلغ تعداد سكانها 168 نسمة حسب تعداد اليمن لعام 2004.